# Otto Fahr
Otto Fahr (né le 19 août 1892 à Bad Cannstatt (Stuttgart) et mort le 28 février 1969 à Bad Cannstatt) est un nageur allemand.
Il établit en 1912 les records du monde du 100 mètres et  200 mètres dos. Il conserve le premier jusqu'en 1920 et le second jusque 1926. Lors des Jeux olympiques de 1912, il termine deuxième du 100 mètres dos.
Pendant la Seconde Guerre mondiale, il est membre de la résistance allemande et profite de sa position d'ingénieur pour saboter des usines de guerre.

## Source
- Biographie sur sports-reference